# Atherigona angulata
Atherigona angulata este o specie de muște din genul Atherigona, familia Muscidae. A fost descrisă pentru prima dată de Deeming în anul 1971.
Este endemică în Nigeria. Conform Catalogue of Life specia Atherigona angulata nu are subspecii cunoscute.